# Yeshi Esayias

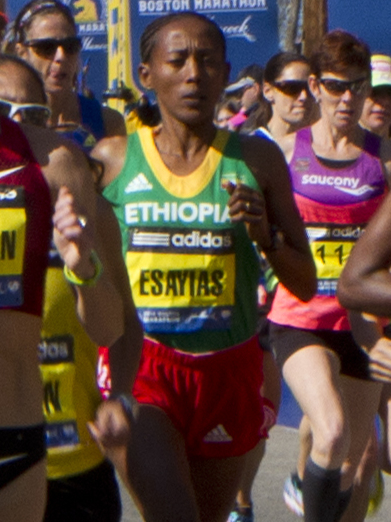
Yeshi Esayias

Yeshi Esayias (* 28. Dezember 1985) ist eine äthiopische Marathonläuferin.
2007 wurde sie beim Marrakesch-Marathon Zweite in 2:40:10 h und beim Ottawa-Marathon Dritte in 2:36:57 h. Im folgenden Jahr gewann sie in Marrakesch mit einer Zeit von 2:35:40 h und wurde in Ottawa Fünfte in 2:35:37 h. Zum Abschluss der Saison siegte sie beim Montreal-Marathon.
2009 blieb Esayias bei ihrer Titelverteidigung in Marrakesch mit 2:29:52 h zum ersten Mal unter der 2:30-Stunden-Marke, siegte beim Daegu-Marathon in 2:30:44 h und stellte beim Taipei International Marathon mit 2:30:05 einen Streckenrekord auf.
Bei ihrem zweiten Sieg in Daegu 2010 gelang ihr eine weitere Verbesserung ihres persönlichen Rekords auf 2:29:17. Im weiteren Verlauf der Saison wurde sie Vierte beim Taiyuan-Marathon und verteidigte ihren Titel in Taipei. 2011 wurde sie jeweils Zweite in Daegu und beim Peking-Marathon. 2012 wurde sie mit ihrer persönlichen Bestzeit von 2:26:00 Zweite beim Tokio-Marathon und gewann in Ottawa.